# Clackamas (àrea no incorporada)
Clackamas és una àrea no incorporada i una antiga concentració de població designada pel cens al Comtat de Clackamas a l'estat d'Oregon. Segons el cens del 2000 tenia 5.177 habitants.

## Demografia
Segons el cens del 2000 Clackamas tenia 5.177 habitants, 2.000 habitatges, i 1.336 famílies. La densitat de població era de 938,4 hab./km².
Dels 2.000 habitatges en un 36,2% hi vivien nens de menys de 18 anys, en un 49,9% hi vivien parelles casades, en un 11,5% dones solteres, i en un 33,2% no eren unitats familiars. En el 25,5% dels habitatges hi vivien persones soles el 5,1% de les quals corresponia a persones de 65 anys o més que vivien soles. El nombre mitjà de persones vivint en cada habitatge era de 2,58 i el nombre mitjà de persones que vivien en cada família era de 3,12.
Per edats la població es repartia de la següent manera: un 27% tenia menys de 18 anys, un 9,9% entre 18 i 24, un 34,1% entre 25 i 44, un 22,5% de 45 a 60 i un 6,5% 65 anys o més.
L'edat mediana era de 33 anys. Per cada 100 dones de 18 o més anys hi havia 96,3 homes.
La renda mediana per habitatge era de 44.478 $ i la renda mediana per família de 50.607 $. Els homes tenien una renda mediana de 40.614 $ mentre que les dones 26.863 $. La renda per capita de la població era de 21.672 $. Aproximadament el 8,2% de les famílies i el 9,4% de la població estaven per davall del llindar de pobresa.

## Poblacions properes
El següent diagrama mostra les poblacions més properes.